# DEN 0255-4700

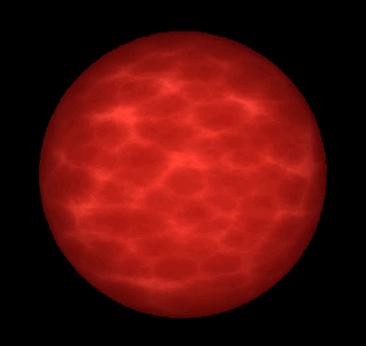

DEN 0255-4700은 에리다누스자리에 있는 천체로 지구에서 16.197 광년 떨어져 있으며, 지구에서 48번째로 가까운 항성계 구성원이기도 한다.

## 발견
DEN 0255-4700은 산티아고 소재 칠레 대학교의 에드가르도 코스타, 레네 멘데즈 교수가 이끄는 팀이 두 개의 망원경을 이용하여 발견했으며, 공식 발표는 천문학 저널(Astronomical Journal) 2006년 9월호에 실렸다. DEN 0255-4700까지의 거리는 삼각 시차법을 응용, 미국 국립과학재단 소유의 셀로-토로로 범미 천문대 1.5미터 망원경으로 산출해 냈다. 밝기는 유럽 남방 천문대의 3.6미터 망원경으로 측정했다.
원래 이 천체는 1999년 마틴 팀이 흥미로운 천체로 지목한 적이 있으나, 당시는 밝기 및 정확한 거리를 산출하기 어려웠기 때문에 공식적으로 발견이 인정되지 않았다.

## 물리적 특징
DEN 0255-4700은 지금까지 발견된 천체들 중 지구에서 가장 가까운 L형 왜성이다. 이 천체는 갈색 왜성과 적색 왜성의 중간 상태에 있기 때문에 L형 왜성으로 불린다. 지구에서 약 16.197광년 떨어져 있으며, 반경은 태양의 7퍼센트로 목성보다 작으며, 표면 온도는 1400켈빈이다. 표면 온도에서 도출한 분광형은 L7.5V이다. 낮은 온도 및 작은 반경 때문에 이 천체의 밝기는 태양의 1백만 분의 1에 불과하며 이는 등급으로 환산할 경우 20등급의 차이가 나는 것이다. 여기서 산출한 DEN 0255-4700의 절대 등급은 +24.4이다.
DEN 0255-4700의 외곽 대기에서는 포타슘, 루비듐, 세슘 등의 특이한 화학 물질들이 발견되는데, 이들은 초고온의 물과 섞여 있는 상태인 것으로 추측된다.
DEN 0255-4700은 매우 어둡기 때문에 주위에 행성이 존재한다고 하더라도 생명체가 살기는 힘들 것으로 보인다. 그러나 존재할지도 모르는 가스 행성의 위성에서는 생명체가 태어날 가능성이 있다.

## 같이 보기
- 가까운 별 목록
- 갈색 왜성